# Cap-Santé
Cap-Santé ist eine Stadt im Süden der kanadischen Provinz Québec. Sie liegt in der Verwaltungsregion Capitale-Nationale, etwa 45 km westlich der Provinzhauptstadt Québec. Der Verwaltungssitz der regionalen Grafschaftsgemeinde (municipalité régionale du comté) Portneuf hat eine Fläche von 54,53 km² und zählt 3400 Einwohner (Stand: 2016).

## Geographie
Cap-Santé liegt am Nordufer des Sankt-Lorenz-Stroms, der an dieser Stelle etwa vier Kilometer breit ist. Unmittelbar am Flussufer steigt das Gelände steil an, bevor es in eine ausgedehnte Hochebene übergeht, die sich etwa 50 bis 70 Höhenmeter über dem Wasserspiegel befindet. Das Siedlungsgebiet erstreckt sich über mehrere Kilometer entlang der Kante dieser Ebene.
Nachbargemeinden sind Portneuf im Westen, Saint-Basile im Norden, Pont-Rouge im Nordosten und Donnacona im Osten. Auf der gegenüberliegenden Seite des Sankt-Lorenz-Stroms liegt Sainte-Croix.

## Geschichte
Im Jahr 1679 wurde die Pfarrei Sainte-Famille-du-Cap-Santé gegründet. Während der erste Namensbestandteil auf die Heilige Familie verweist, ist die Herkunft des zweiten Teils umstritten. Einer Legende zufolge sollen Soldaten von einer mysteriösen Krankheit geheilt worden sein, als sie hier an Land gingen. Im alten Französische bezeichnet das Wort sente eine Fahrrinne in einem Fluss; durch eine fehlerhafte Übertragung in Dokumenten dürfte sich daraus santé (Gesundheit) entwickelt haben. Die Gründung der Gemeinde erfolgte 1855; diese erhielt im Jahr 2000 den Stadtstatus.

## Sehenswürdigkeiten
In Cap-Santé gibt es einige Gebäude von besonderem kulturhistorischem Wert. Als National Historic Site of Canada klassifiziert ist das Maison Pagé-Rinfret. Dieses zweigeschossige Fachwerkhaus entstand im Jahr 1720 und ist ein typisches Beispiel der Architektur Neufrankreichs und der frankokanadischen Hausbautradition. Ein weiteres bedeutendes Kulturdenkmal ist die zwischen 1754 und 1767 errichtete zweitürmige Pfarrkirche Sainte-Famille (mit angrenzendem Pfarrhaus). Es handelt sich um die größte Kirche im ländlichen Raum, die während der Zeit der französischen Herrschaft entstanden ist. Unter Denkmalschutz stehen auch die Ruinen des Fort Saint-Jacques und das auf demselben Gelände errichtete Maison Allsopp.

## Bevölkerung
Gemäß der Volkszählung 2011 zählte Cap-Santé 2.996 Einwohner, was einer Bevölkerungsdichte von 54,7 Einw./km² entspricht. 97,3 % der Bevölkerung gaben Französisch als Hauptsprache an, der Anteil des Englischen betrug 1,2 %. Als zweisprachig (Französisch und Englisch) bezeichneten sich 0,3 %, auf andere Sprachen und Mehrfachantworten entfielen 1,2 %. Ausschließlich Französisch sprachen 73,8 %. Im Jahr 2001 waren 98,2 % der Bevölkerung römisch-katholisch, 0,8 % protestantisch und 0,8 % konfessionslos.

## Verkehr
Nördlich von Cap-Santé verläuft die Autoroute 40, die zum Trans-Canada Highway zählende Autobahn zwischen Montreal und Québec. Durch die Stadt selbst verläuft die überregionale Hauptstraße Route 138. Cap-Santé ist an das Bahnnetz angeschlossen, die Strecke dient heute jedoch nur dem Güterverkehr.

## Bilder

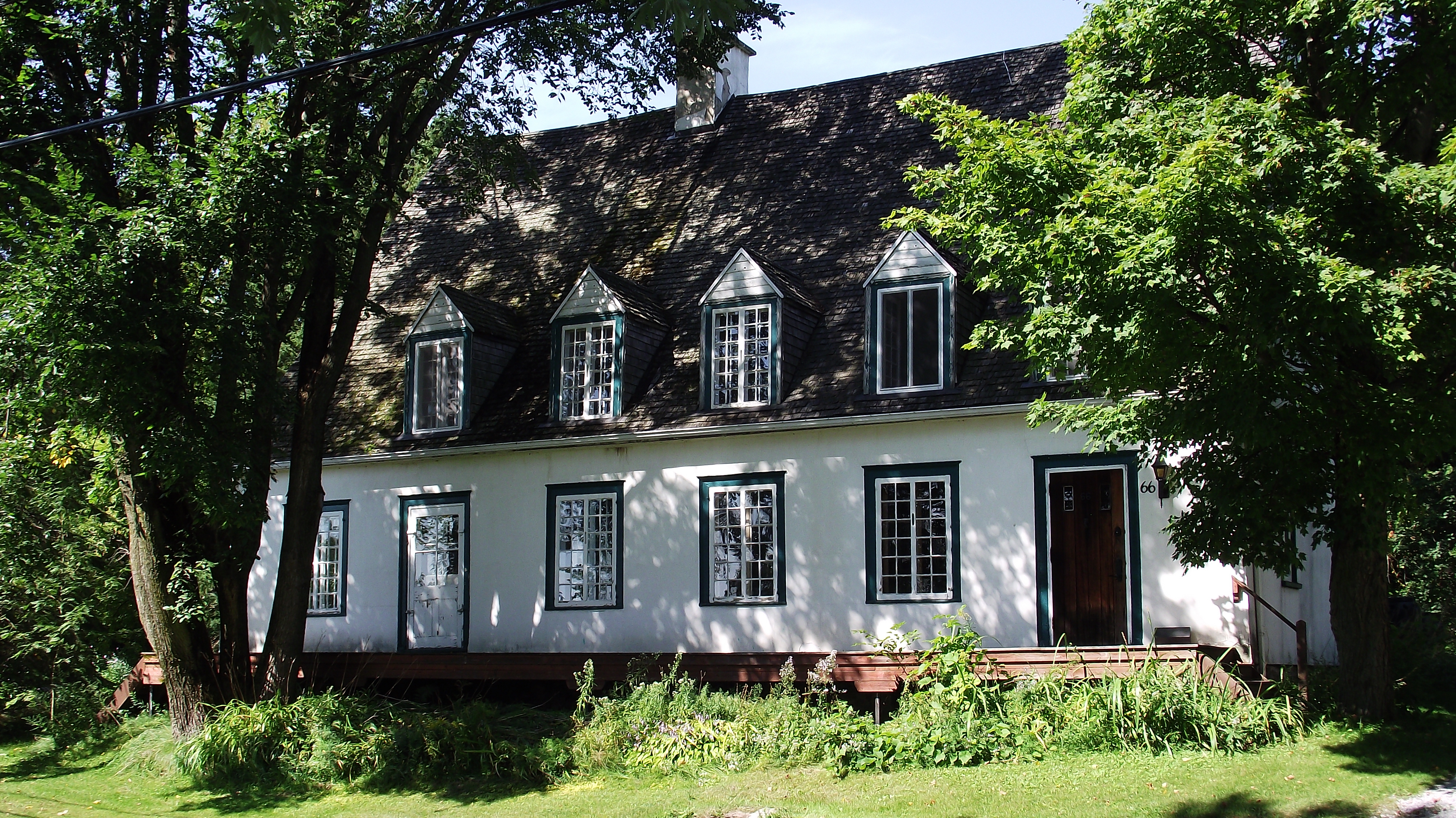
Maison Pagé-Rinfret
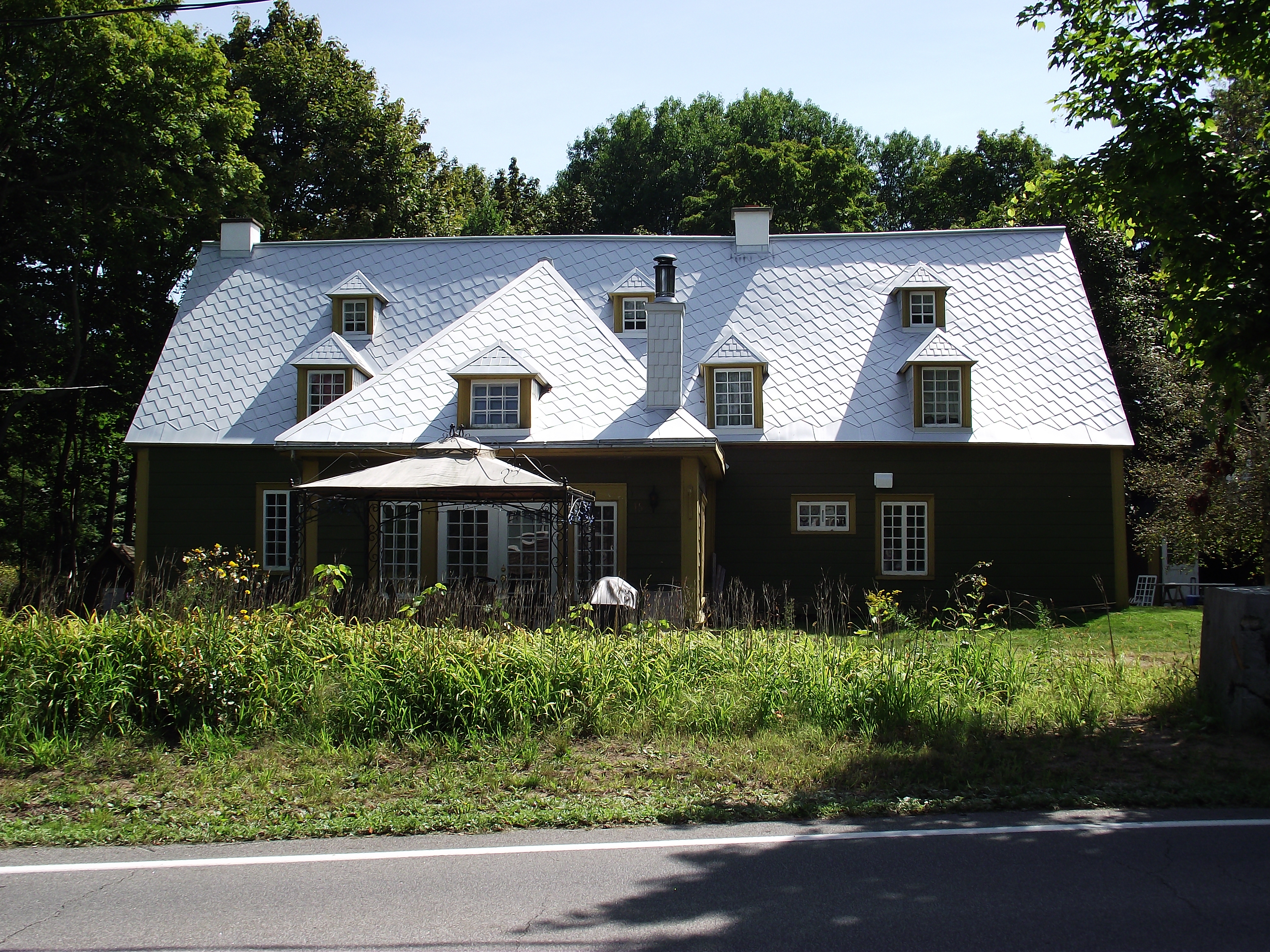
Maison Allsopp
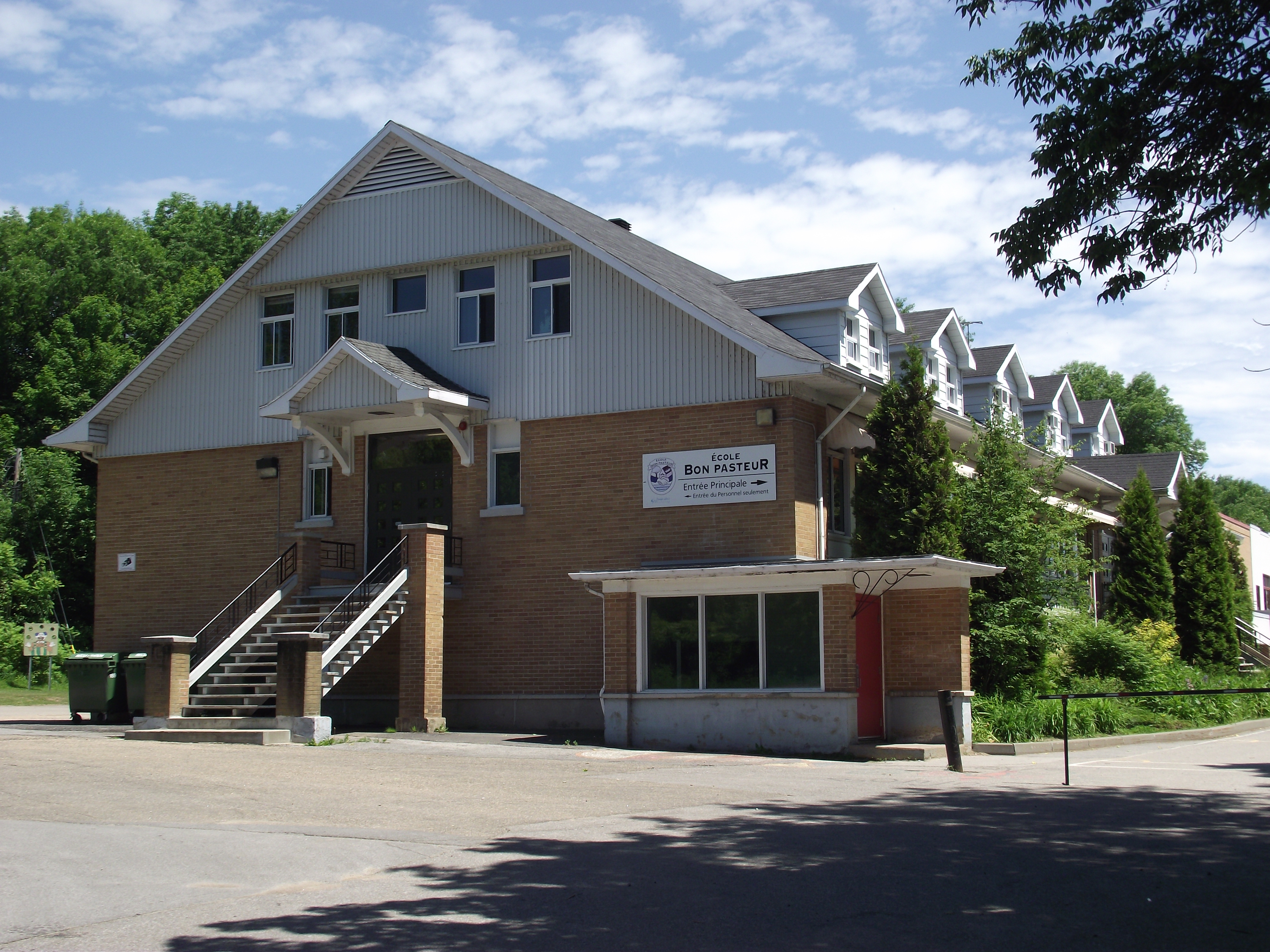
Schulhaus

## Persönlichkeiten
- Antoine-Sébastien Falardeau (1822–1889), Maler